# 道 (絵画)
『道』（みち、英: Road）は、日本の画家東山魁夷が1950年に描いた絵画。東山の代表作の1つである。日本画の風景画に分類される。

## 概要
本作に描かれた道は、青森県八戸市にある種差海岸沿いに伸びる青森県道1号八戸階上線がモデルになっており、県道脇の牧場の、魁夷が本作を製作したとされる地点には、東山魁夷「道」記念碑が建てられている。実際には、前方に建っている鮫角灯台が視界に入るはずであるが、作品では省略されている。
東京国立近代美術館に所蔵されている。本作は、1950年に開催された第6回日展に出品された。画面左下に、落款および印章がある。
東山は、本作によって高い評価を受け、風景画家として安定した地位を確立した。市川市東山魁夷記念館には、本作の試作に相当する作品が所蔵されている。
東山は、本作について、「遍歴の果てでもあり、また新しく始まる道でもあり、絶望と希望を織りまぜてはるかに続く一筋の道であった――そして遠くの丘の上の空をすこし明るくして、遠くの道がやや右上りに画面の外に消えていくようにすることによって、これから歩もうとする道という感じが強くなった」と述べている。
会田誠の「あぜ道」（1991年）など、パロディの題材にもされている。

## 作品
1本の道が、画面中央からわずかに左寄りに描かれている。画面は、主として空の部分の水色、草原の部分の緑色および道の部分の灰色の計3色で構成されている。
東山は、戦前に訪れていた種差海岸を、戦後にも取材のために2度訪れたとされ、合わせて数点の作品を製作している。そのうちの1作で、1948年に描かれた『静朝』(Silent Morning) と比較して、『道』の場合、前方に伸びる道がより急な角度をもつ上り坂として描かれている。
戦前に訪れたときには、鮫角灯台や放牧されている馬も描き入れたスケッチ画を製作しており、東山は、それから想を得て、縦に長い画面に道だけを描き出す構図をもつ本作を製作した。